# Ung Khải
Ung Khải (giản thể: 雍闿; phồn thể: 雍闓; bính âm: Yōng Kǎi; ? – 225), không rõ tên tự, là cường hào miền nam Ích Châu cuối thời Đông Hán, đầu thời Tam Quốc trong lịch sử Trung Quốc.

## Thân thế
Ung Khải là hậu duệ của Thập Phương hầu Ung Xỉ thời Tây Hán. Gia tộc họ Ung là cường hào ở quận Ích Châu, Ích Châu. Người đương thời gọi Ung Khải là "kỳ soái" hay "hào soái".

## Cuộc đời

### Phản Hán theo Ngô
Năm 223, Hán Tiên chủ Lưu Bị băng hà. Ích Châu mục của Đông Ngô là Lưu Chương cũng chết bệnh. Vệ tướng quân Sĩ Nhiếp cùng Thứ sử Giao Châu Bộ Chất của Đông Ngô cho người dụ dỗ Ung Khải. Ung Khải bèn tạo phản, giết hại Thái thú Chính Ngang. Trung đô hộ Lý Nghiêm sáu lần viết thư khuyên bảo, nhưng Ung Khải chỉ trả lời một lần:
Nghe nói trên trời không có hai mặt trời, dưới đất chẳng có hai vua, nay thiên hạ chia ba, lịch chính sóc có ba bộ, vì thế người ở xa sợ hãi nghi ngờ, chẳng biết hướng về đâu.
Triều đình Quý Hán phái Trương Duệ đến tiền nhiệm cũng bị Ung Khải bắt giữ, đưa sang Đông Ngô:
Trương phủ quân như chiếc hồ lô, bề ngoài dẫu bóng bẩy nhưng bên trong thực ra lại thô ráp, không đáng giết, hãy trói lại đem sang nước Ngô.
Tôn Quyền lấy Lưu Xiển làm Thứ sử Ích Châu, phong Ung Khải làm Thái thú Vĩnh Xương. Công tào Lã Khải và Phủ thừa Vương Kháng dẫn dắt dân chúng Vĩnh Xương chống trả quyết liệt. Ung Khải mấy lần phái sứ giả đem hịch đến gọi hàng, bị Lã Khải phản bác đuổi đi. Ung Khải bèn phái thuộc hạ là Mạnh Hoạch đi dụ dỗ người man nổi loạn. Thái thú Tang Kha là Chu Bao giết hại Tòng sự Thường Kỳ, Di vương ở Việt Tây là Cao Định giết hại Thái thú Tiêu Hoàng để hưởng ứng.

### Tự chịu diệt vong
Trước tình thế rối ren, triều đình Quý Hán do Thừa tướng Gia Cát Lượng đứng đầu đã quyết định tập trung củng cố chính quyền trung ương, tạm thời không thảo phạt phương nam. Mặt khác, Gia Cát Lượng lần lượt phái Đinh Quăng, Âm Hóa, Đặng Chi, Trần Chấn, Phí Y, Đổng Khôi,... sang Ngô để nối lại liên minh chống Tào Ngụy, một phần cũng để cô lập bọn người Ung Khải. Trong đó, chuyến đi sứ của Đặng Chi đã thành công khôi phục lại quan hệ giữ Quý Hán và Đông Ngô. Sau khi ổn định được tình hình, Thừa tướng Gia Cát Lượng muốn thân chinh đánh Nam Trung, nhưng bị Trưởng sử Vương Liên can ngăn, nên tạm ngừng một thời gian.
Năm 225, Thừa tướng Gia Cát Lượng dẫn quân bình định Nam Trung, bản thân đi đường Việt Tây, cho Lai Hàng Đô đốc Lý Khôi đi đường Ích Châu, Môn hạ đốc Mã Trung đi đường Tang Kha, dự kiến ba đường hội quân. Lý Khôi phá được vòng vây ở Côn Minh, đánh sang Tang Kha, cùng Mã Trung chém Chu Bao. Cao Định bị tiêu diệt, tàn quân bỏ chạy, Thái thú Việt Tây Cung Lộc đến tiền nhiệm. Gia Cát Lượng lấy Vương Sĩ làm Thái thú Ích Châu, phái đến quận chiêu dụ Ung Khải. Không lâu sau, Ung Khải ở Ích Châu bị bộ hạ của Cao Định giết chết. Vương Sĩ, Cung Lộc, Lã Khải cũng bị quân của Cao Định giết hại. Mạnh Hoạch thu thập tàn quân tiếp tục chống lại quân Hán.